# 富士総合運動公園野球場
富士総合運動公園野球場（ふじそうごううんどうこうえんやきゅうじょう）は、静岡県富士市の富士市総合運動公園の一角にある野球場。施設は富士市が所有し、公益財団法人富士市振興公社が運営管理を行っている。富士球場ともいう。
静岡学生野球連盟、全国高等学校野球選手権静岡大会やプロ野球・イースタン・リーグ（横浜DeNAベイスターズ主催試合）、オープン戦（横浜DeNAベイスターズ主催試合）に使用される。

## 施設概要
- グラウンド面積：12,500m2
- 両翼：91.3m、中堅：115m
- 内野：土、外野：天然芝
- 収容人員：13,400人 
  - 内野：3,400人（セパレート席）、外野：10,000人（芝生）
- スコアボード：磁気反転式・手書き式

## 交通
- 富士急静岡バス
  - JR富士駅・新富士駅・富士宮駅・沼津駅より吉原中央駅（岳南電車吉原本町駅より徒歩10分）にて乗換え、富士総合運動公園下車徒歩10分
- 自動車
  - 東名高速道路富士ICより西富士道路広見IC経由10分